# Robert Chote
Robert William Chote (né le 24 janvier 1968) est un économiste britannique et a récemment été président de l'Autorité statistique du Royaume-Uni. Il est auparavant président de l'Office of Budget Responsibility de 2010 à 2020,.

## Éducation
Chote termine ses études secondaires au St Mary's College de Bitterne Park, à Southampton. En 1989, il obtient un diplôme d'économie au Queens' College de Cambridge (où il est président des sociaux-démocrates de l'université de Cambridge et, après la fusion du SDP avec les libéraux, président des sociaux-démocrates et libéraux de l'université de Cambridge). Il étudie ensuite le journalisme à la City University de Londres et les politiques publiques internationales à la School of Advanced International Studies de l'université Johns-Hopkins aux États-Unis,.

## Carrière
Chote commence sa carrière comme reporter et chroniqueur à The Independent et est nommé Jeune journaliste financier de l'année en 1993 par la Fondation Wincott alors qu'il travaille pour l'Independent on Sunday. Il rejoint ensuite le Financial Times pour devenir rédacteur en chef de la rubrique économique en 1995.
De 1999 à 2002, il est conseiller auprès des dirigeants du Fonds monétaire international à Washington, DC, où il travaille sous la direction de Stanley Fischer et d'Anne Krueger. Chote est nommé directeur de l'Institute for Fiscal Studies en octobre 2002. Il est également membre du Comité consultatif des statistiques de l'Office for National Statistics.
En septembre 2010, il est nommé président du Bureau de la responsabilité budgétaire, succédant à Alan Budd. Cette nomination est soumise à l'approbation du Parlement, qui est accordée. Il prend ses fonctions comme président le 4 octobre 2010. Il effectue deux mandats de cinq ans et quitte ses fonctions en 2020.
En mars 2021, il prend ses fonctions de premier président du Conseil budgétaire d'Irlande du Nord, créé pour assurer un contrôle indépendant des finances publiques de l'Irlande du Nord.
Le 1er juin 2022, Chote est nommé président de l'Autorité des statistiques du Royaume-Uni. Il occupe également un poste de conseiller principal chez Francis Maude Associates, un cabinet de conseil créé par Francis Maude.
En mai 2024, Chote est nommé président du Trinity College d'Oxford. Il devrait prendre ses fonctions le 1er septembre 2025, succédant à Hilary Boulding comme 29e président du collège.
Chote est fait chevalier lors des honneurs du Nouvel An 2021 pour services rendus à la politique budgétaire et à l'économie.

## Vie privée
Depuis 1997, Chote est marié à Sharon White, l'ancienne présidente du John Lewis Partnership et ancienne directrice générale de l'Ofcom. Le couple a deux enfants. Il est le fils de l'athlète olympique Morville Chote.